# Phylloscirpus acaulis
Phylloscirpus acaulis là loài thực vật có hoa trong họ Cói. Loài này được (Phil.) Goetgh. & D.A.Simpson miêu tả khoa học đầu tiên năm 1991.